# Narayanella pilipes
Narayanella pilipes är en stekelart som först beskrevs av Subba Rao 1976.  Narayanella pilipes ingår i släktet Narayanella och familjen dvärgsteklar. Inga underarter finns listade i Catalogue of Life.